# 1796

## Esdeveniments
Països Catalans
Resta del món
- Matrimoni de Napoleó
- 9 de febrer - Pequín (Xina): Abdicació de l'emperador Qianlong (1711-1799).[1]
- 13 d'abril i 14 d'abril - Millesimo (Ligúria, Itàlia): els revolucionaris francesos guanyaren la batalla de Millesimo en el marc de la guerra de la Primera Coalició.
- 10 de maig - Itàlia: Batalla de Lodi. Napoleó Bonaparte derrota l'exèrcit austríac al pont de Lodi sobre l'Adda.
- 18 d'agost - Espanya i França signen el Tractat de Sant Idelfons de 1796 que representa una aliança en el curs de les guerres napoleòniques contra la Primera Coalició.
- 30 de desembre, Badia de Bantry (Irlanda): Fugida de les tropes franceses després de l'Expedició d'Irlanda.
- Fi de La conjuration des Égaux, intent de revolta a França
- Carl Friedrich Gauß enuncia les regles de construcció de polígons regulars
- Invenció de la litografia

## Naixements
Països Catalans
- 16 d'octubre, Sabadell: Pere Turull i Sallent, conegut com el Rico Catalán, industrial sabadellenc.
- Francesc Canivell i de Vila

Resta del món
- 23 de gener, Berlín: Heinrich Soussmann, flautista i compositor alemany que va compondre molta música per a flauta, exercicis i fins i tot un mètode.
- 18 de març: Jakob Steiner, matemàtic suís.
- 6 de juliol, Gàtxina, província de Sant Petersburg, Imperi Rus: Nicolau I, tsar rus.
- 23 de juliol, Estocolm, Suècia: Franz Berwald, compositior suec (m. 1868).[2]
- 26 de juliol, París (França): Jean-Baptiste Camille Corot, pintor realista francès (m. 1875).[3]
- 30 de novembre, Löbejün, prop de Halle (Saxònia-Anhalt): Carl Loewe, compositor alemany (m. 1869).[4]
- 24 de desembre, Morges, Cantó de Vaud, Suïssa: Cecilia Böhl de Faber, Fernán Caballero, escriptora espanyola (m. 1877).[5]
- Malaca, Malàisia: Abdullah bin Abdul Kadir Munshi, escriptor malaisi
- l'Havana, Cuba: Antonio Raffelin Roustán de Estrada, músic i compositor cubà.

## Necrològiques
Països Catalans
Resta del món
- 12 de maig, Ansbach, Baviera: Johann Peter Uz, poeta alemany (n. 1720).
- 8 de juny, Moscou (Rússia): Felice Giardini, violinista i compositor italià (n. 1716).
- 21 de juliol, Ellisland, prop de Dumfries, Escòcia: Robert Burns, el més conegut poeta en llengua escocesa (n. 1759).